# Звездане стазе V: Крајња граница
Звездане стазе V: Крајња граница (енгл. Star Trek V: The Final Frontier) амерички је научнофантастични филм из 1989. године, режисера Вилијама Шатнера, заснован на телевизијској серији Звездане стазе. Ово је пети филм серијала Звездане стазе. Радња филма прати посаду звезданог брода Ентерпрајз, на челу са капетаном Џејмсом Т. Кирком, која се суочава са Вулканцем одметником Сајбоком, који је у потрази за Богом у центру галаксије.
Шатнер је режирао филм након што је претходна два филма режирао Ленард Нимој, који у овом филму, као и у претходним, тумачи лик Кирковог првог официра Спока. Шатнер је развио почетну причу у којој Сајбок тражи Бога, али уместо њега налази ђавола; његова главна инспирација за филм био је феномен телеванђелиста и велики потенцијал за превару међу њиховим редовима. Творцу серије, Џину Роденберију, није се свидела оригинална верзија сценарија, док су Нимој и Дифорест Кели били против тога да њихови ликови, Спок и Ленард Мекој, издају лика Џејмса Т. Кирка. Сценарио је више пута преправљан како би одговарао глумачкој екипи и студију Paramount Pictures, а многе сцене на крају филма, које су подразумевале бројне специјалне ефекте, биле су избачене. Упркос штрајку Удружења сценариста који је утицао на припреме за продукцију, студио је започео снимање у октобру 1988. године. Продукцијски проблеми пратили су снимање на сету и на локацијама у националном парку Јосемити и пустињи Мохаве. Због тога што су најбоље екипе из студија Industrial Light & Magic биле заузете и прескупе, ефекти су препуштени компанији Брана Ферена, која је морала више пута да мења дизајн како би се смањили трошкови. Крај филма је преправљен због лоших реакција тест публике и неуспелих специјалних ефеката.
Филм је биоскопски објављен 9. јуна 1989. године. Остварио је највећу зараду током прве недеље приказивања у поређењу са свим дотадашњим филмовима из серијала и био је на првом месту листе по заради током прве недеље, али је зарада убрзо почела да опада. Наишао је на помешане до негативне рецензије критичара, и, према речима продуцента, „скоро убио франшизу”. Наставак, Звездане стазе VI: Неоткривена земља, премијерно је приказан 1991. године.

## Радња
Посада звезданог брода Ентерпрајз ужива на одмору након пробне вожње брода, а капетан Џејмс Т. Кирк, Спок и др Ленард Мекој кампују у националном парку Јосемити. Њихов одмор бива прекинут када команда Звездане флоте изда наређење Ентерпрајзу да спасе таоце – човека, Клингонца и Ромуланку − дипломате који су отети на Нимбусу III, планети одређеној као неутрална зона за вођење дијалога између Федерације, Клингонског царства и Ромуланског звезданог царства. Када сазна за мисију Ентерпрајза, амбициозни клингонски капетан Клаа одлучује да крене у потеру за Кирком ради личне славе.
На Нимбусу III, посада Ентерпрајза открива да је иза кризе са таоцима одметнути Вулканац Сајбок, након чега Спок признаје да му је Сајбок полубрат. Када посада спасе таоце, Сајбок открива да је отмица била само замка како би намамио свемирски брод, који планира да искористи за пут до митске планете Ша Ка Ри. Сајбок верује да се та планета налази иза Велике баријере – моћног енергетског поља у центру галаксије – и да се тамо налази сам Бог. Да би преузео контролу над бродом, Сајбок користи своју способност откривања и исцељења најдубље унутрашње боли код људи путем вулканског менталног спајања, чиме задобија оданост већег дела посаде. Мекојев бол потиче из чињенице да је помогао свом тешко болесном оцу да умре, испуњавајући његову последњу жељу − да би касније сазнао да је откривен лек који је могао да му спасе живот. Та сазнања га годинама прогоне осећањем кривице. Спокова бол је сазнање да га је његов отац одбацио по рођењу јер је био „превише људски”, али је равнодушан према овом искуству јер је касније помирио односе са оцем. Кирк одбија да дозволи Сајбоку да му „уклони бол”, тврдећи да је она саставни део тога што је човек.
Ентерпрајз успешно пролази кроз Велику баријеру, несвестан да их прати клингонски ратни брод, под командом капетана Клаа. Посада открива усамљену и неплодну планету, и Сајбок, Кирк, Спок и Мекој се спуштају шатлом на њену површину. Планета делује напуштено, али након што Сајбок позове вишу силу, појављује се светлеће поље које се брзо мења у различите облике инспирисане светским религијама, пре него што поприми лик човека са брадом. Сајбок објашњава ентитету да су дошли по његову „мудрост”. Ентитет пита како су прошли кроз баријеру, и кад сазна за Ентерпрајз, тврди да ће га искористити како би пренео своју мудрост у сваки кутак универзума. Сумњичави Кирк пита: „Шта ће Богу свемирски брод?”, а на питање ентитета ко је он, одговара да би свемоћно биће већ знало одговор. Разјарен, ентитет напада Кирка и Спока, а они схватају да је реч о злокобном и моћном бићу које је у далекој прошлости заточено на Ша Ка Ри, док је Велика баријера постављена да га држи у заточеништву.
Схвативши своју наивност, Сајбок се извињава и напада ентитет како би осталима дао прилику за бекство. Кирк наређује да Ентерпрајз испали фотонска торпеда, али иако Сајбок гине, ентитет је само привремено ослабљен. Спок и Мекој се телепортују назад на брод, али клингонски брод изненада напада и оштећује Ентерпрајз, остављајући Кирка заробљеног на планети са ослабљеним, али још увек опасним ентитетом. Непосредно пред смрт, клингонски брод се спушта и уништава ентитет салвом деструктора. Кирк се телепортује на клингонски брод, где га дочекује Спок. Он објашњава да је убедио клингонског генерала Корда (једног од раније отетих талаца, који је постао Сајбоков присталица) да нареди капетану Клаа да се повуче и извини за своје поступке, што Клаа невољно и чини. По повратку на Земљу, Кирк, Спок и Мекој настављају своје прекинуто камповање у Јосемитију.

## Улоге
| Глумац                | Улога           |
| --------------------- | --------------- |
| Вилијам Шатнер        | Џејмс Т. Кирк   |
| Ленард Нимој          | Спок            |
| Дифорест Кели         | Ленард Мекој    |
| Лоренс Лакинбил       | Сајбок          |
| Џејмс Духан           | Монтгомери Скот |
| Волтер Кениг          | Павел Чехов     |
| Нишел Николс          | Ухура           |
| Џорџ Такеи            | Хикару Сулу     |
| Тод Брајант           | капетан Клаа    |
| Спајс Вилијамс-Кросби | Виксис          |